# Uniforme de prisonnier

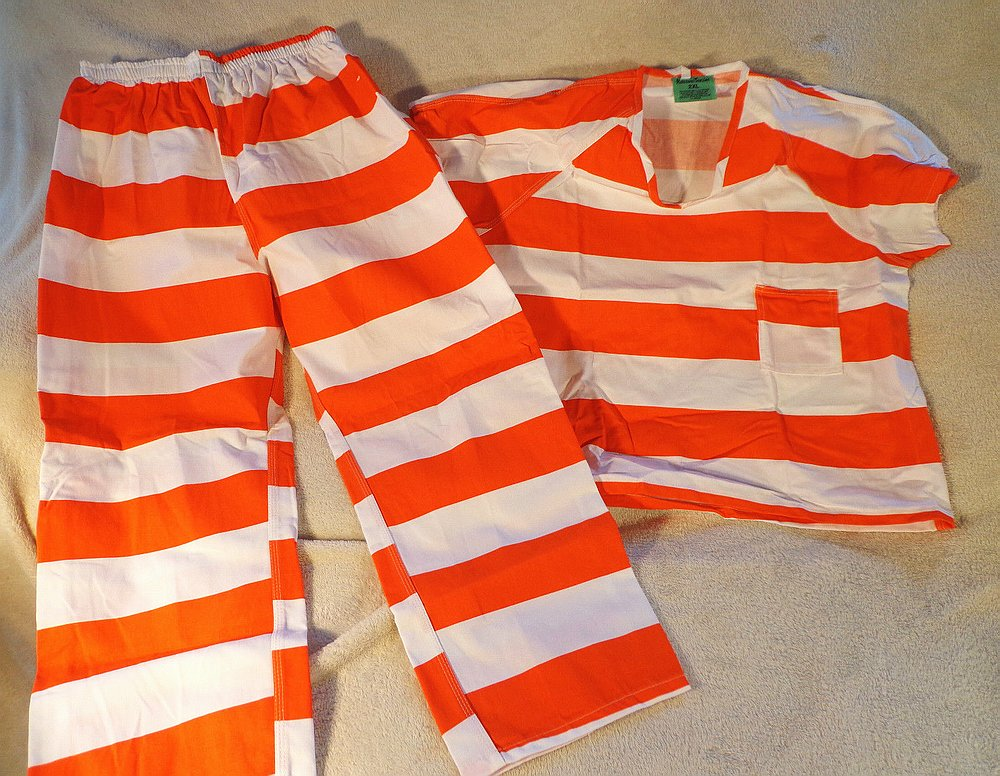
Uniforme de prison à rayures, design contemporain utilisé aux États-Unis et dans d'autres pays

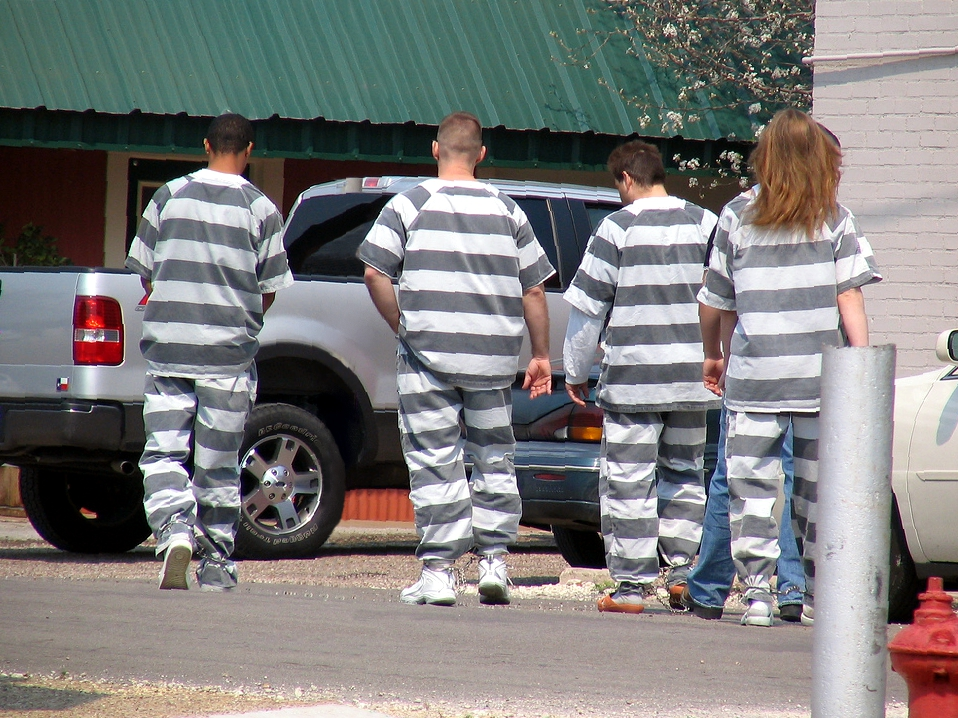
Détenus vêtus d'uniformes de prison actuels (gris-blanc), États-Unis

Un uniforme de prison est le vêtement standardisé porté par les prisonniers. Il comprend généralement des vêtements visuellement distincts portés pour indiquer que le porteur est un prisonnier, à la différence des vêtements civils.
Un uniforme de prison sert à rendre les prisonniers instantanément identifiables, à limiter les risques grâce à des objets dissimulés et à prévenir les blessures par des objets vestimentaires non désignés. Cela peut également gâcher les tentatives d'évasion, car les uniformes de prison utilisent généralement un design et une palette de couleurs faciles à remarquer et à identifier, même à une plus grande distance. Le port de l'uniforme carcéral ne se fait généralement qu'à contrecœur et est souvent perçu comme stigmatisant et comme une atteinte à l'autonomie de décision.
L'Ensemble de règles minima pour le traitement des détenus, adopté pour la première fois en 1955 et modifié en 2015 sous le nom de "Règles Mandela", interdit les vêtements dégradants ou humiliants, exigeant dans la règle 19 que :
1. Tout détenu qui n'est pas autorisé à porter ses propres vêtements doit recevoir une tenue vestimentaire adaptée au climat et suffisante pour le maintenir en bonne santé. Ces vêtements ne doivent en aucune manière être dégradants ou humiliants.
2. Tous les vêtements doivent être propres et maintenus en bon état. Les sous - vêtements doivent être changés et lavés aussi souvent que nécessaire pour le maintien de l'hygiène.
3. Dans des circonstances exceptionnelles, chaque fois qu'un détenu est emmené à l'extérieur de la prison dans un but autorisé, il doit être autorisé à porter ses propres vêtements ou d'autres vêtements discrets[1].

## Premiers uniformes de prison
À l'époque victorienne, lorsque des peines de prison de durée prolongée ont été mises en œuvre dans le système judiciaire de plusieurs pays, des vêtements réels ont été conçus pour être portés spécifiquement par les détenus, qui se sont développés pour devenir les différents types d'uniformes de prison actuellement utilisés.

## Uniforme de prison par nation

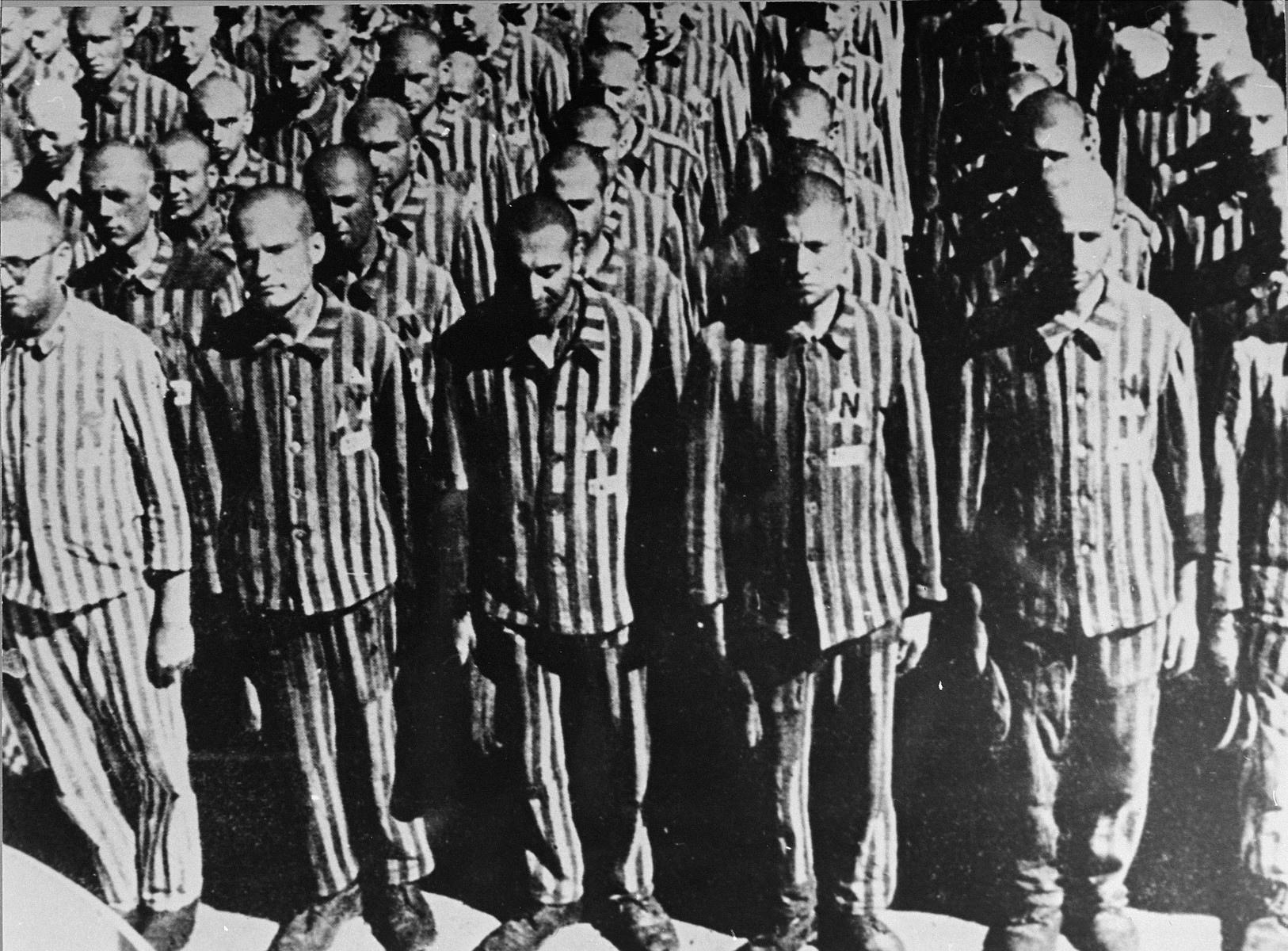
Juifs néerlandais portant des uniformes à rayures verticales au camp de concentration de Mauthausen, pendant la Seconde Guerre mondiale.

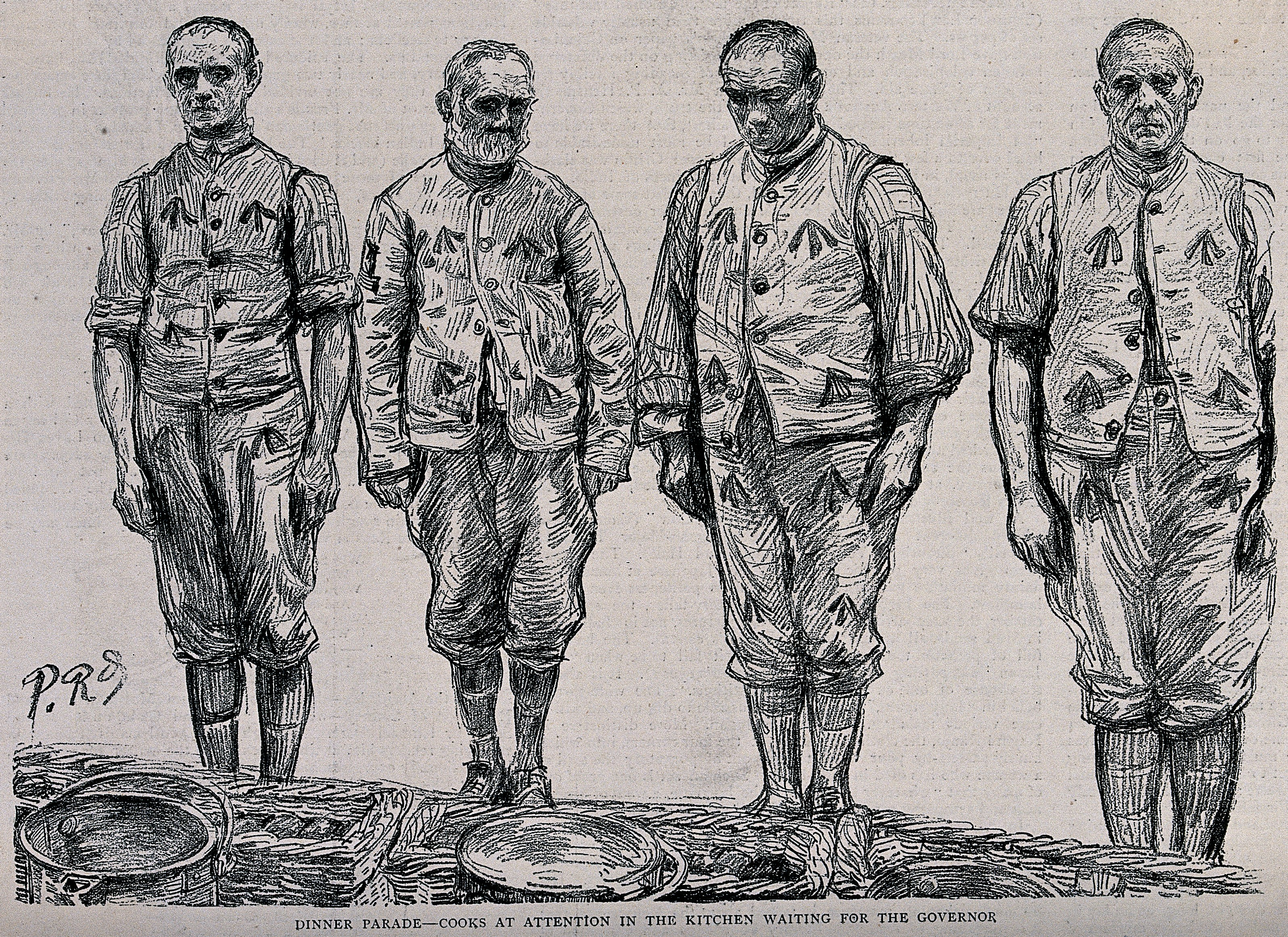
Uniforme de prison britannique, XIXe siècle.

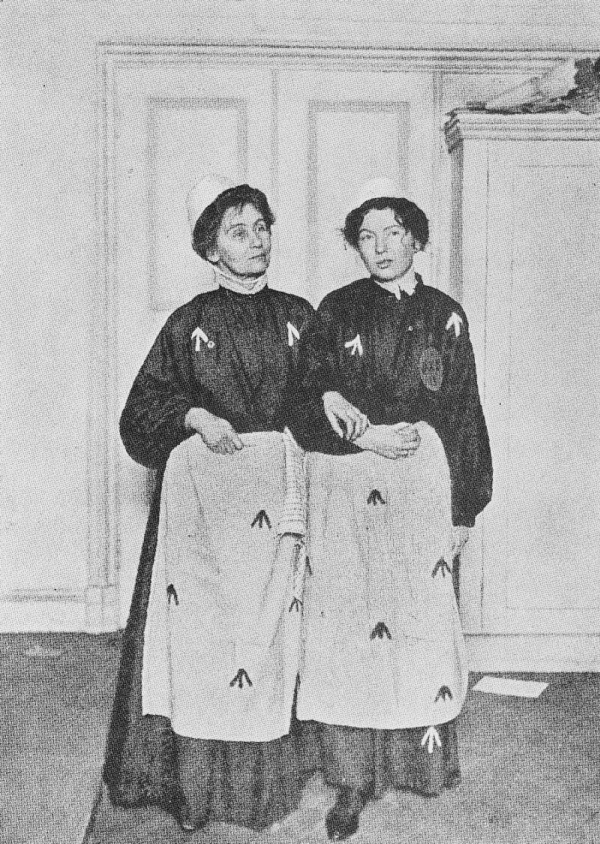
Emmeline et Christabel Pankhurst portant des uniformes de prison britanniques estampillés de la large flèche.

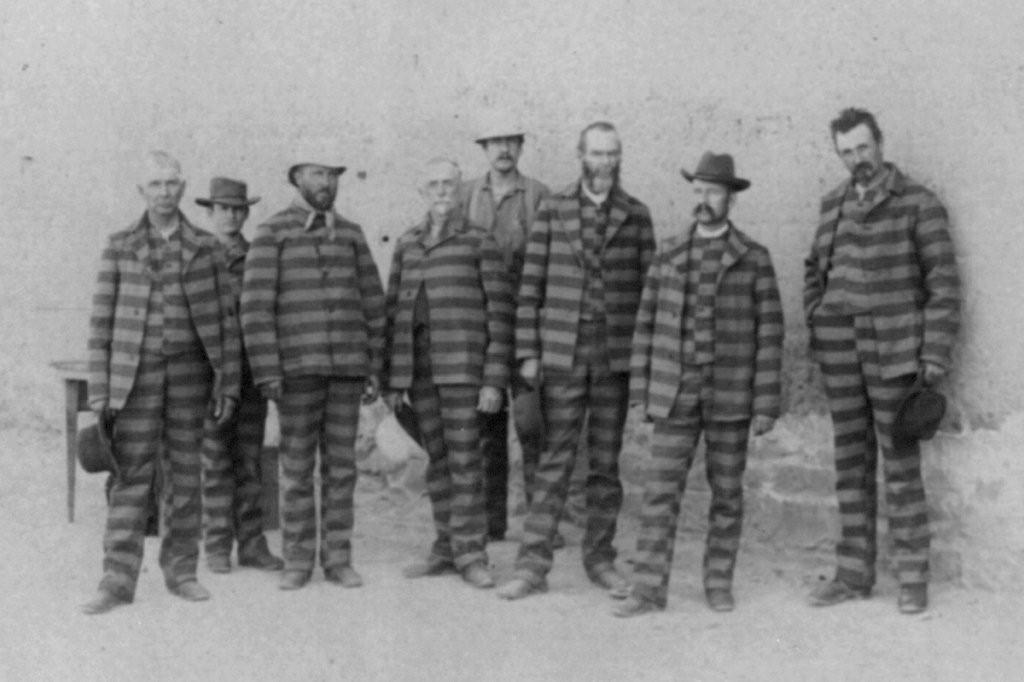
Prisonniers de l'Utah vers 1885 portant les uniformes de prison à rayures horizontales conçus à la prison d'Auburn.

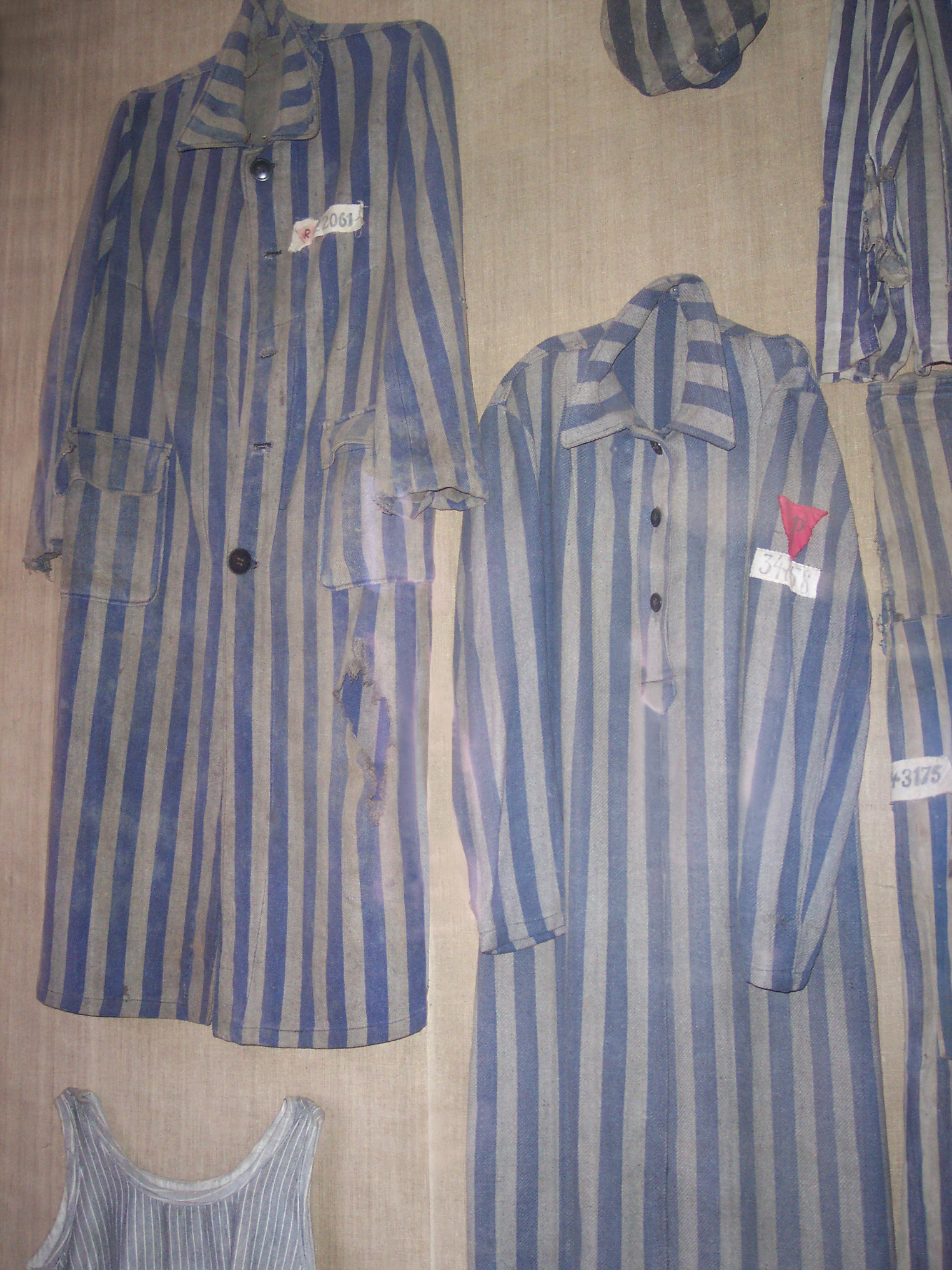
Uniformes à rayures bleu-gris pour les femmes détenues au camp de concentration d'Auschwitz.

### Roumanie
Toutes les personnes incarcérées en Roumanie portent leurs propres vêtements. Jusqu'en 2007 environ, lorsque la Roumanie a rejoint l'UE, les uniformes de prison existaient, mais il existe peu de sources indiquant s'ils étaient obligatoires pour toutes les personnes derrière les barreaux, obligatoires pour tous les condamnés, utilisés par certains détenus, utilisés par certains condamnés ou utilisés à la fois par certains. détenus et condamnés. On sait cependant que peu de temps après l'effondrement du communisme (en 1992), les uniformes étaient obligatoires pour toutes les personnes derrière les barreaux. On sait que la prison d'Aiud exigeait que les détenus portent des uniformes kaki et que les détenus purgeant une peine à perpétuité portaient des uniformes orange. Comme dans d'autres prisons, beaucoup utilisaient probablement aussi des uniformes kaki, car un site Web des droits de l'homme montre des détenus en uniforme kaki à la prison de Rahova.

### Pologne
Bien que les uniformes de prison soient utilisés à la fois pour les condamnés et les détenus, ils ne sont pas obligatoires. Les politiques sont similaires à celles de l'Allemagne. Certaines prisons ne les utilisent pas du tout, certaines prisons ne les utilisent que pour certains détenus (en fonction de la condamnation pour crime ou comportement), et certaines prisons rendent les uniformes obligatoires. Les prisons à sécurité minimale sont encouragées à ne pas utiliser d'uniformes de prison et les prisons à sécurité maximale sont encouragées à les utiliser, mais tout cela varie car certains détenus incarcérés pour des délits mineurs portent des uniformes et certains détenus incarcérés pour des crimes graves ne les portent pas. Les uniformes sont presque toujours et même peut-être toujours portés par-dessus des vêtements civils. Habituellement, à tous les niveaux de sécurité, l'uniforme est une veste boutonnée verte portée par-dessus des vêtements civils avec un pantalon de veste verte, mais certains détenus dans les prisons à sécurité maximale et les criminels non sérieux qui se conduisent mal portent parfois de l'orange ou du rouge au lieu du vert,,.

### Allemagne
Pendant la période nazie de l'Allemagne, les personnes internées dans le système des camps de concentration étaient souvent obligées de porter des uniformes de prisonniers. Dans l'Allemagne d'aujourd'hui, les détenus peuvent porter des vêtements civils ordinaires dans certaines prisons. Dans les autres prisons, les vêtements délivrés par la prison sont obligatoires. Si un détenu n'a pas les moyens de faire nettoyer et/ou remplacer ses propres vêtements, on peut lui remettre des vêtements. Il existe également des établissements sans uniformes de prison,.
Les uniformes de la prison sont officiellement appelés Anstaltskleidung (littéralement : « vêtements institutionnels »), et non « uniformes ». Ils sont généralement similaires au type de vêtements généralement portés pour le travail manuel et ne sont pas nécessairement reconnaissables comme vêtements de prison. Lorsque les détenus sont autorisés à quitter temporairement la prison, ils peuvent généralement porter des vêtements privés pour éviter d'être reconnus comme détenus.

### Royaume-Uni

#### XIXesiècle
Au Royaume-Uni, les uniformes de prison se composaient autrefois d'une veste blanche, d'un pantalon et d'un chapeau de casemate, tous estampillés de la large flèche pour désigner la propriété de la Couronne. L'idée de couvrir les uniformes des prisonniers de la servitude pénale avec la large flèche a été introduite pour la première fois par Sir Edmund Du Cane dans les années 1870 après sa nomination en tant que président des directeurs des condamnés et arpenteur général des prisons. Du Cane considérait la large flèche comme un obstacle à la fuite et aussi une marque de honte. Il était certainement impopulaire auprès des forçats. "Partout sur l'ensemble des vêtements, il y avait des impressions noires hideuses de la Broad Arrow", a écrit un prisonnier. Un autre considérait la « robe hideuse » comme « la tenue la plus extraordinaire que j'aie jamais vue en dehors d'une pantomime ». Les hommes envoyés dans les prisons de travaux publics recevaient des bottes. Un prisonnier, Jeremiah O'Donovan Rossa, a laissé cette description : « En tout quatorze livres de poids. Je les ai mis et leur poids a servi à me fixer au sol. Ce n'était pas cela seul, mais la vue de l'empreinte qu'ils ont laissée sur le caniveau alors que vous regardiez les empreintes de pas de ceux qui marchaient avant vous, a semé la terreur dans votre cœur. Il y avait la marque du criminel de la `` flèche large '' imprimée sur le sol à chaque pas… les clous dans les semelles de vos bottes et chaussures étaient martelés en forme de flèche, de sorte que quel que soit le sol que vous fouliez, vous laissiez des traces que la propriété du gouvernement avait parcouru au-dessus." Les flèches larges ont été utilisées jusqu'en 1922.

#### XXIesiècle
Actuellement, les prisonniers sont vêtus d'un uniforme de prison standard, qui se compose d'un t-shirt bleu, d'un pull gris (pull) et d'un pantalon doux gris (bas de jogging / pantalon). Tous les prisonniers de sexe masculin doivent porter l'uniforme pendant les deux premières semaines de leur peine, et ont ensuite le droit de porter certains de leurs propres vêtements s'ils le souhaitent après avoir obtenu un niveau de récompense amélioré plus élevé, pour faire des choses telles que l'exécution de leur prison corvées et bonne conduite, etc. Cela n'inclut pas les criminels dangereux, généralement ceux détenus dans des prisons à sécurité maximale de catégorie A, qui sont évalués comme présentant un risque élevé de tentative d'évasion ; ils sont tenus de porter des combinaisons jaunes et vertes avec les mots «HM PRISON» («HM» pour Sa Majesté) imprimés au dos en lettres majuscules noires de manière permanente pendant leur détention. Cet uniforme est connu sous le nom de "costume de liste d'évasion". Ces prisonniers sont également menottés et parfois munis d'une chaîne ventrale en cuir lorsqu'ils sont déplacés à l'extérieur de la prison vers des lieux tels que les bâtiments du tribunal. Les détenus en détention provisoire au Royaume-Uni qui n'ont pas encore été condamnés peuvent porter leurs propres vêtements. Les détenus des prisons ouvertes de catégorie D peuvent également porter leurs propres vêtements pour se préparer à leur éventuelle libération, mais pas tout ce qui ressemble à l'uniforme d'un agent pénitentiaire. Tous les vêtements personnels non délivrés par la prison envoyés doivent être approuvés avant de pouvoir être utilisés par les détenus.
Bien que les détenues ne soient pas soumises aux mêmes règles et ne soient pas tenues de porter un uniforme en vertu de la législation gouvernementale, les prisons pour femmes individuelles peuvent établir leurs propres règlements concernant les uniformes. De nombreuses prisons pour femmes stockent encore des vêtements similaires à ceux portés par les détenus masculins pour les femmes qui n'ont pas de vêtements propres, et ont des réglementations concernant les vêtements qui peuvent et ne peuvent pas être portés sont similaires à celles appliquées par les prisons pour hommes.

### États-Unis
Pour rendre l'évasion plus difficile, les uniformes de prison aux États-Unis se composent souvent d'une combinaison orange distinctive ou d'un ensemble de gommages avec un t-shirt blanc en dessous, car il est difficile pour un détenu évadé d'éviter d'être reconnu et repris dans une tenue aussi distinctive. À l'origine, un uniforme et un chapeau à rayures horizontales blanches et noires étaient utilisés.
Les uniformes de prison à rayures couramment utilisés au XIXe siècle (le système Auburn ) ont commencé à être abolis dans certaines parties des États-Unis au début du XXe siècle parce que leur utilisation continue comme insigne de honte était considérée comme indésirable.
Pendant la majeure partie du XXe siècle, les attitudes étaient différentes envers les philosophies de la réadaptation. Le traitement équitable des prisonniers et un nombre croissant de délinquants non violents de la classe ouvrière ont provoqué un tel changement d'attitude, et les vêtements et les conditions ont changé pour servir le concept de réhabilitation plutôt que de punition. En conséquence, des vêtements de travail ont été introduits, peut-être en raison du concept de travail honnête aidant à transformer un détenu en un citoyen honnête. Les jeans bleus et les chemises de travail en denim bleu clair ou en chambray sont devenus la norme, une tradition encore suivie aujourd'hui dans certains systèmes pénitentiaires d'État. Dans les prisons fédérales, ce concept a été introduit sous la forme de pantalons et de chemises kaki, toujours en usage.
Vers la fin du XXe siècle, les premières combinaisons orange, puis les blouses orange, sont devenues monnaie courante. Dans de nombreux cas, les uniformes de prison sont mieux adaptés au confort et à la durabilité requis pour les détenus de longue durée, et ces nouveaux uniformes sont principalement utilisés dans les prisons locales pour les détenus de courte durée et les délinquants en attente de procès ou de transport vers un établissement plus permanent. Les uniformes rayés, en général, ont fait un retour significatif dans les prisons et le système pénitentiaire pour diverses raisons, telles que la confusion entre les travailleurs en combinaison et les détenus. La combinaison orange est également devenue un symbole international d'abus et propagée par des groupes tels qu'ISIS. Les fausses déclarations de personnes portant des vêtements similaires sont devenues un problème dans certains comtés, de sorte que beaucoup sont revenus à l'utilisation d'uniformes rayés (principalement orange et blanc) en raison de la nature non ambiguë de ces vêtements associés aux détenus.
Au XXIe siècle, des uniformes rose vif ont été introduits dans certaines installations. La raison en est d'une part la visibilité, d'autre part, porter des vêtements rose vif est censé être un élément dissuasif, en particulier pour les détenus de sexe masculin qui n'aiment pas le rose.

### Finlande
Les détenus reçoivent des uniformes à leur arrivée à la prison; ils peuvent porter leurs propres vêtements à la place, à condition que le détenu entretienne lui-même les vêtements. Les prisonniers peuvent être empêchés de porter leurs propres vêtements par la prison sur la base de l'ordre de la prison ou de la sécurité au travail. Les uniformes des prisonniers finlandais datent de 1998 et sont lavés dans une laverie centrale à Hämeenlinna. Ils sont rouges et gris,.

### Autres pays
En Corée du Sud, les uniformes de prison sont également obligatoires, utilisant le plus souvent une palette de couleurs kaki.

## Galerie

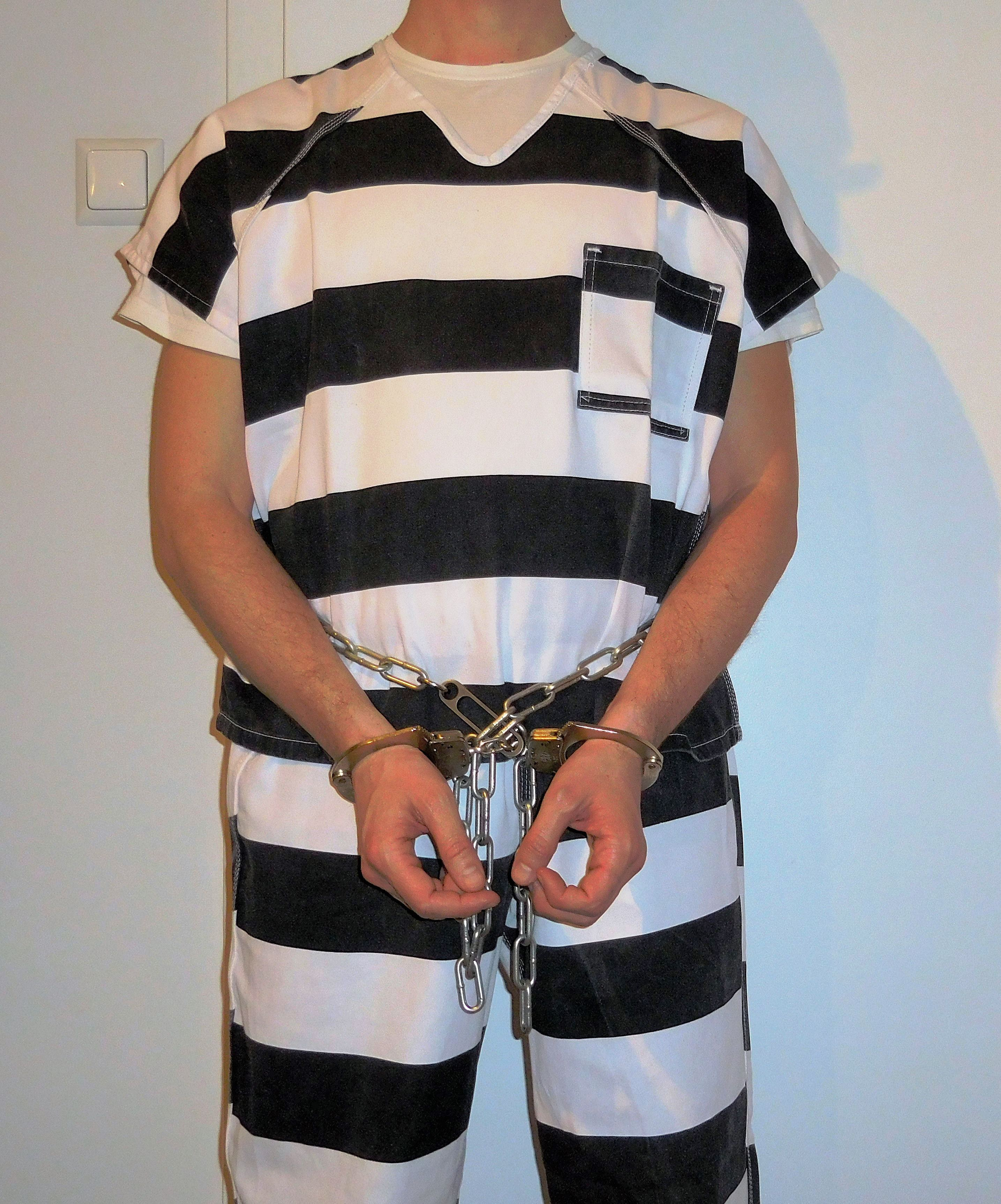
Uniforme noir et blanc
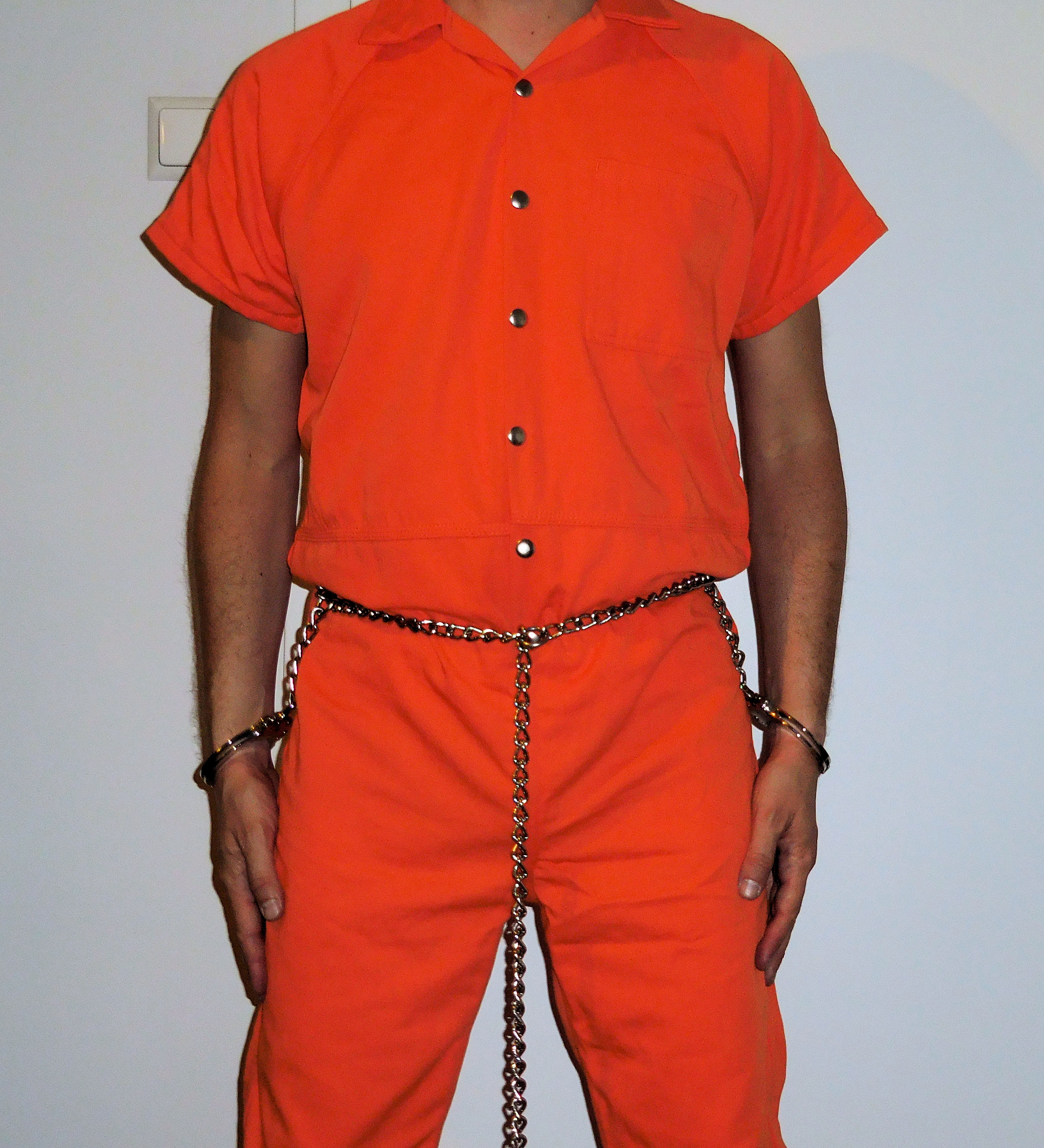
Uniforme orange
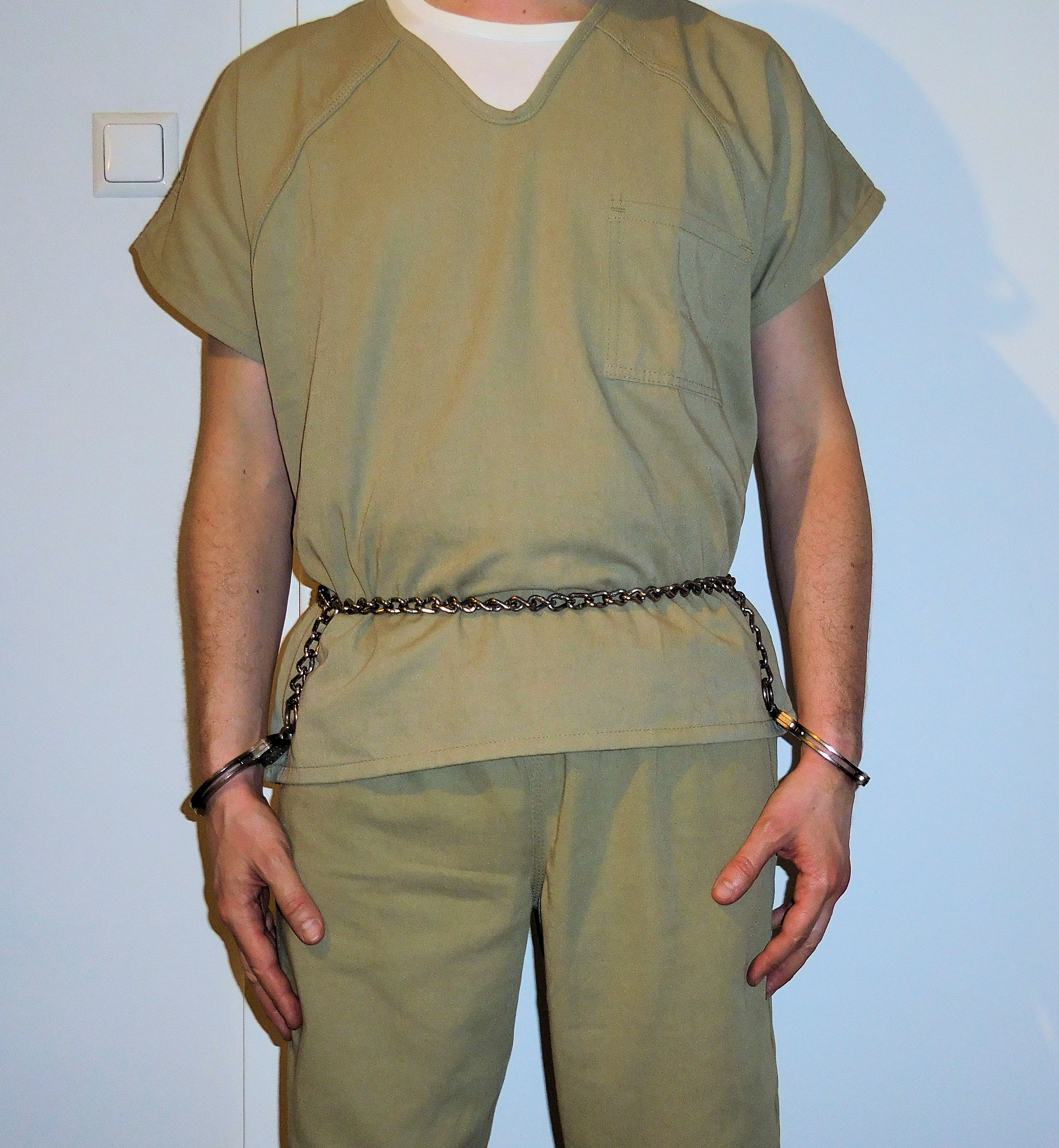
Uniforme Khaki
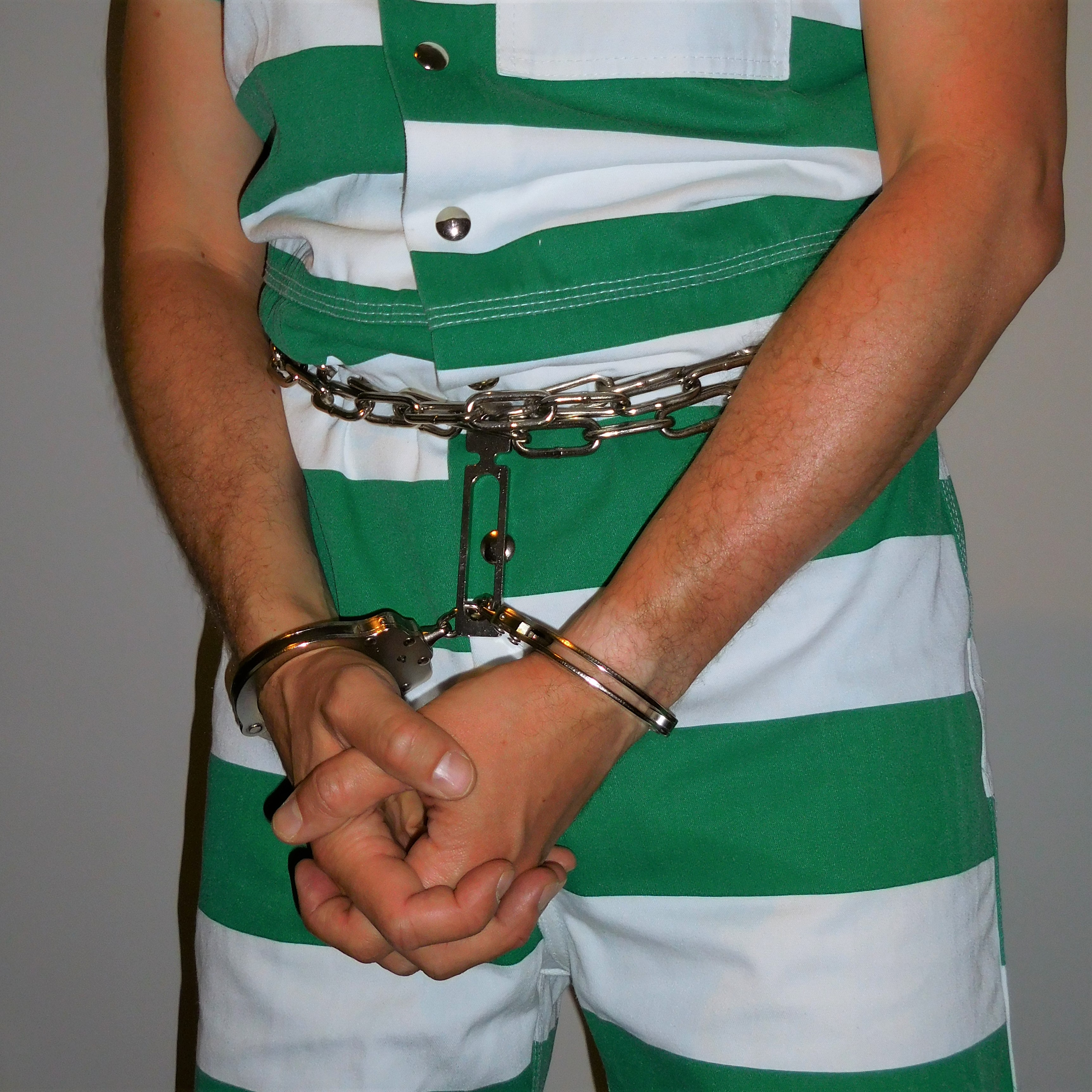
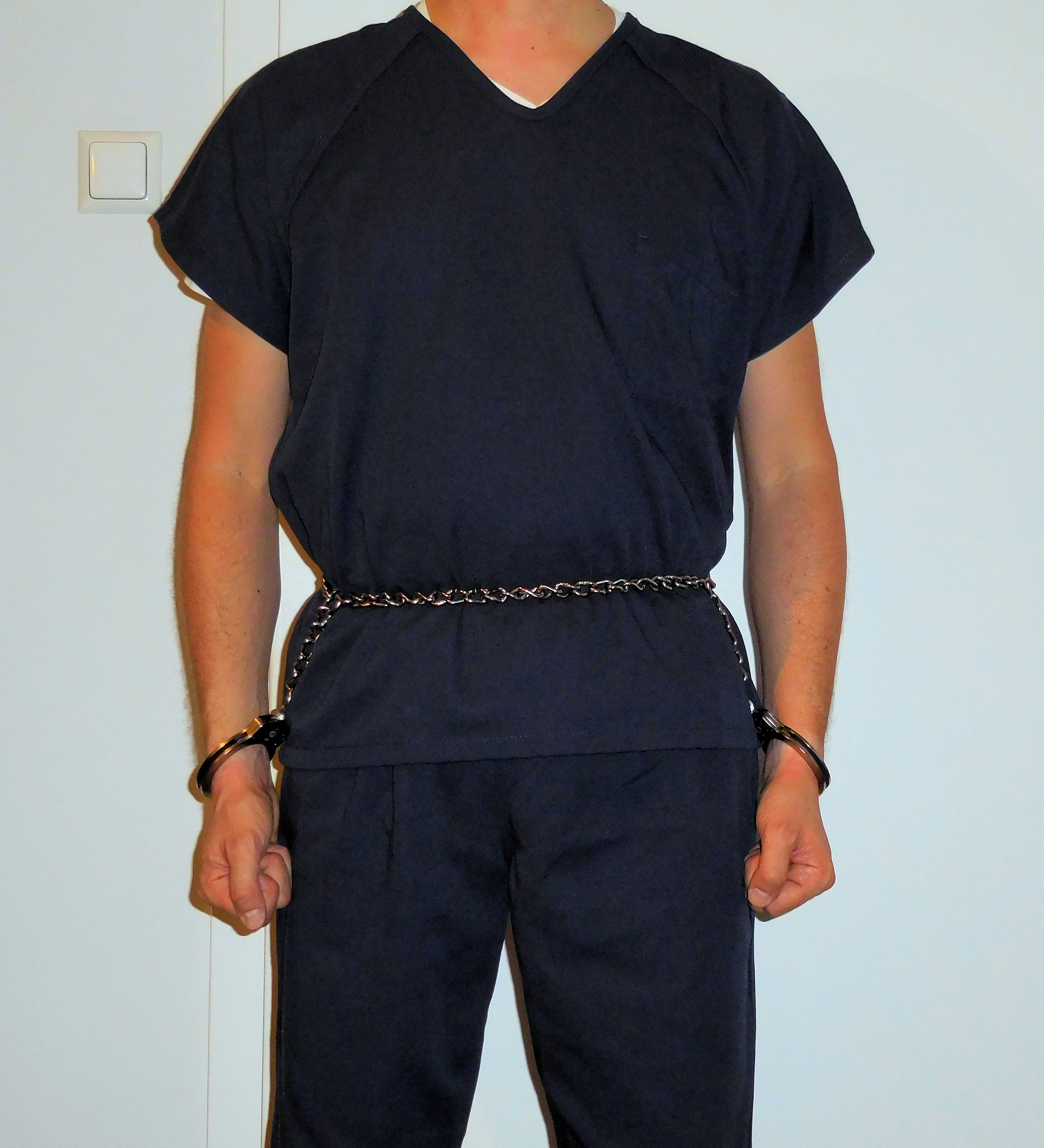
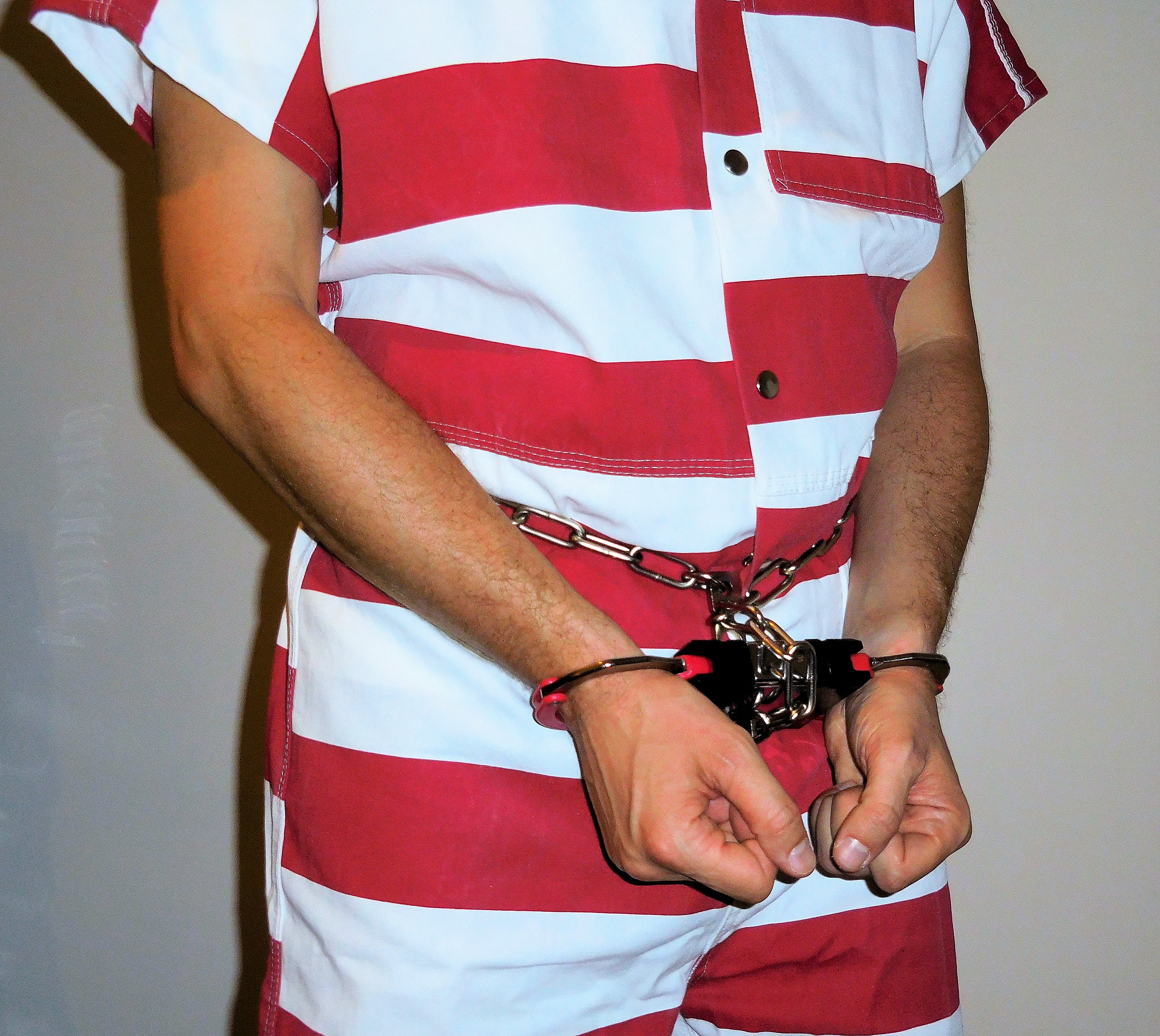
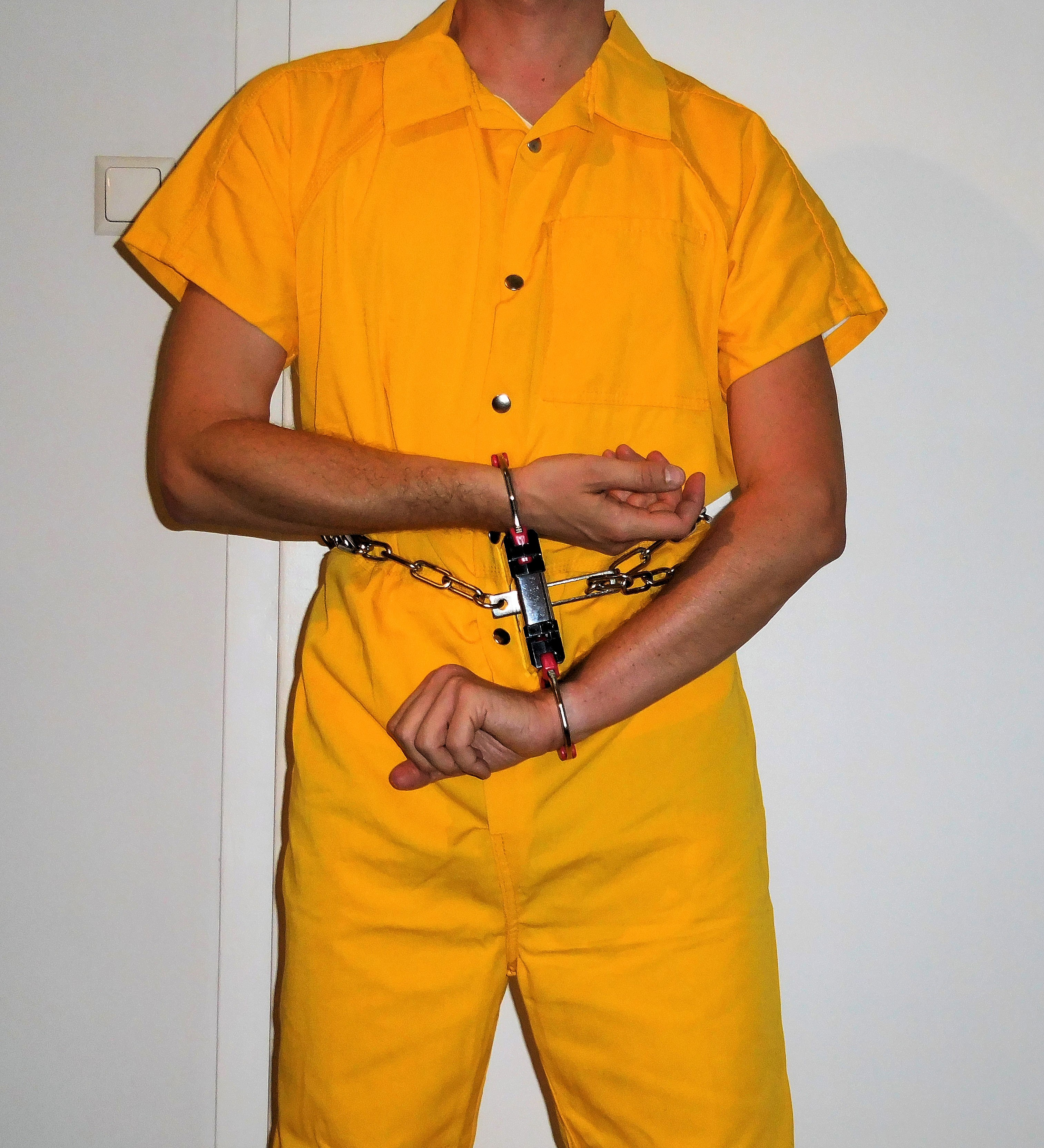
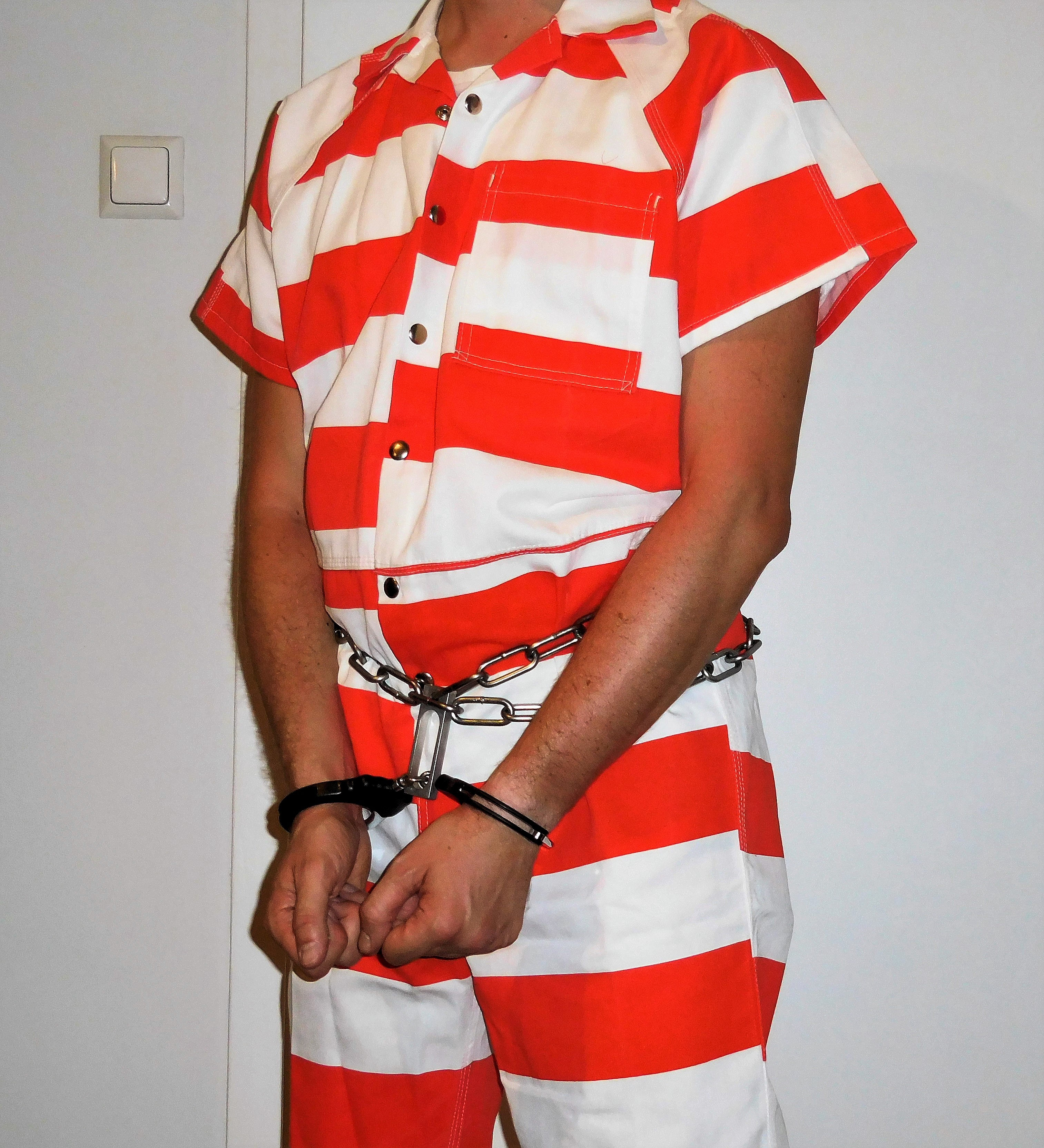
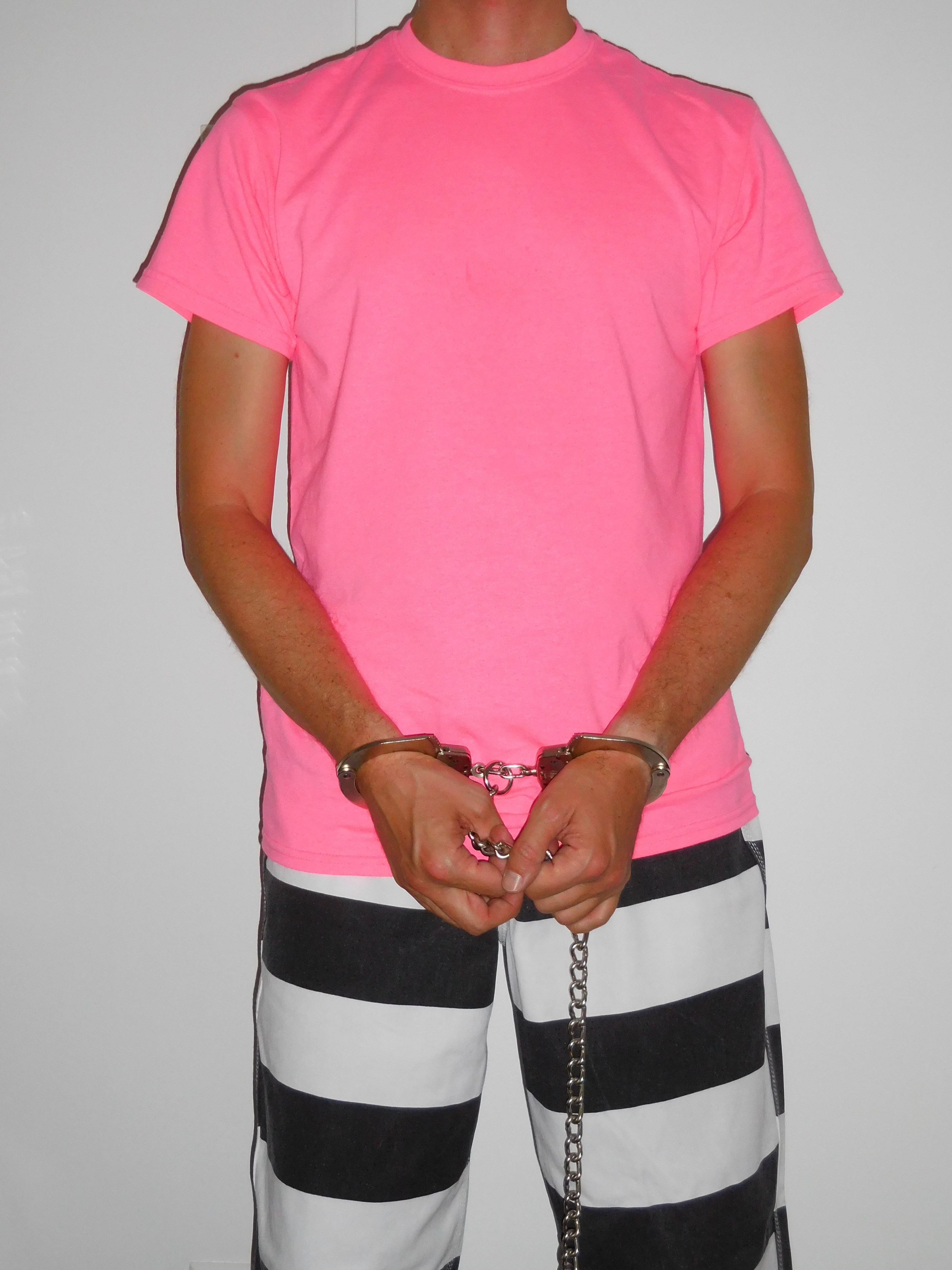
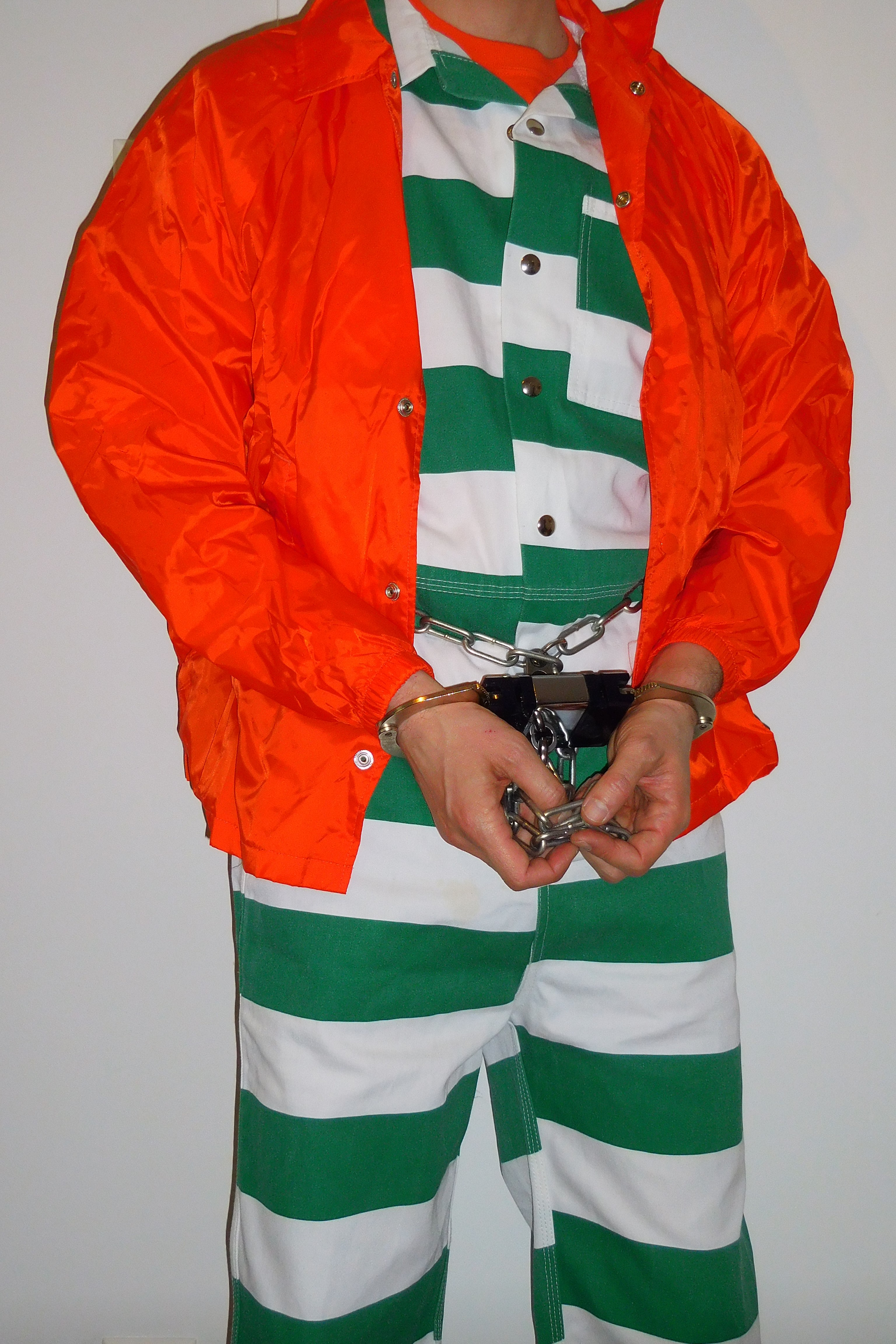
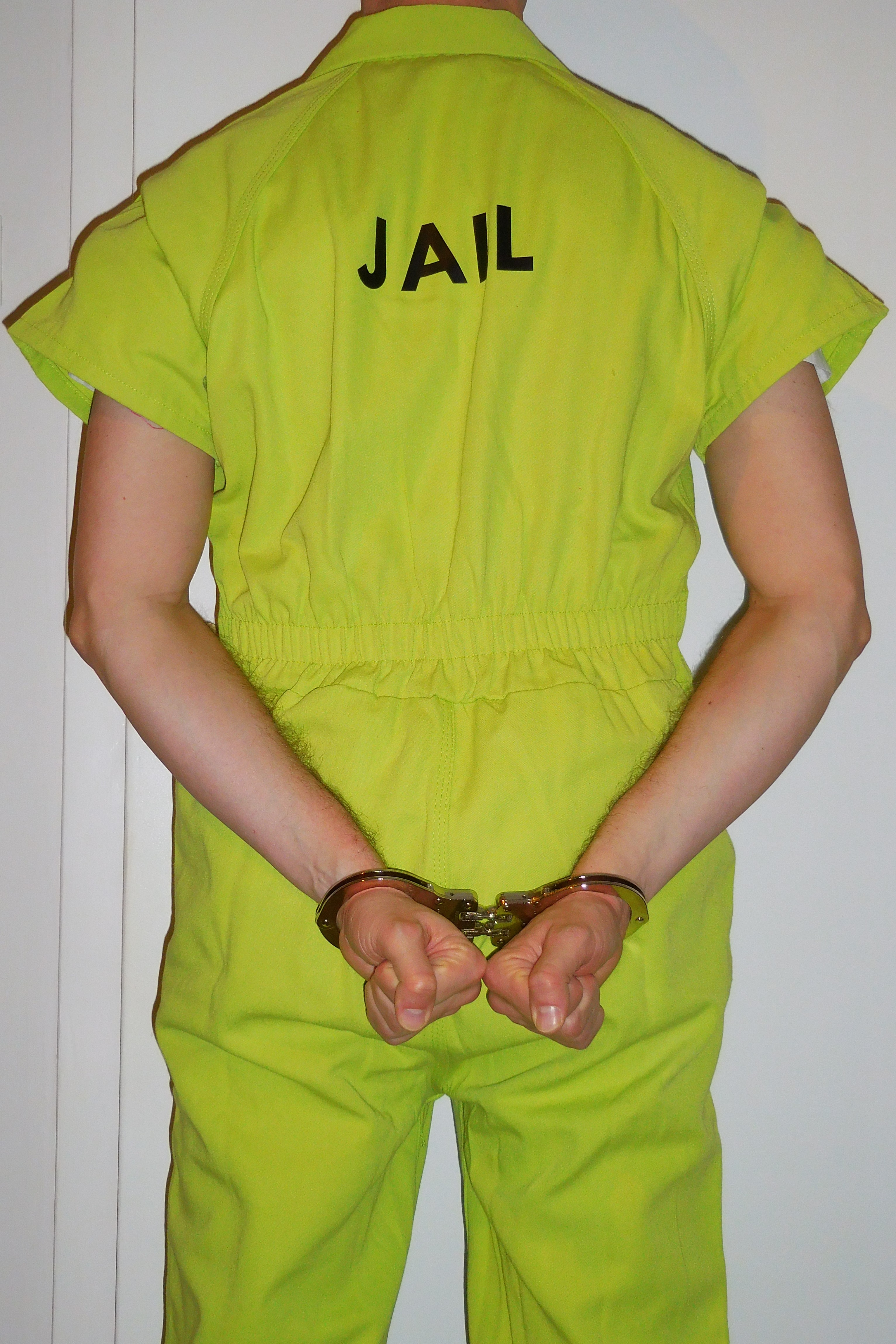